# Ole Hjorth
Ole Hjorth, född 26 juli 1930 i Viksta socken, Uppland, död 3 oktober 2021 i Enskede distrikt, Stockholm, var en svensk spelman och violinist med Hjort Anders Olsson som läromästare. Föräldrarna var skulptören Bror Hjorth från Dalboda och Tove Louise Friis i Kambo. Under 1970-talet var han solist, stämspelare och medlem i gruppen Herr T. och hans spelmän. Hjorth tog initiativ till folkmusikutbildningen på Kungl. Musikhögskolan, vilket efter en tid ledde till att folkmusiken där fick en egen utbildningslinje – utbildningen syftade främst till att spelmän skulle kunna arbeta som fiollärare vid kommunala musikskolor. Ole Hjorth var under sin tid i Stockholms kommunala musikskola (sedermera kulturskola) pionjär inom klassundervisning i stråk, med förebild i pedagogen Sheila Nelson från London. Han förestod violinpedagoglinjen vid Stockholms Musikpedagogiska Institut SMI 1972–1984. Hjorth var gift med violinisten Sabine Hjorth-Beyer. Han är begravd på Björklinge kyrkogård.

## Priser och utmärkelser
- 1997 – Ledamot nr 910 av Kungliga Musikaliska Akademien
- 2000 – Hugo Alfvénpriset
- 2011 – Medaljen för tonkonstens främjande
- 2014 – Folk & Världsmusikgalans hederspris

## Diskografi (urval)
- 1969 – Folk Fiddling from Sweden
- 1970 – Visor och låtar med herr T och hans spelmän
- 1971 – Huvva! Svensk folkmusik på beat (med Merit Hemmingson)
- 1984 – Jonny Soling
- 1987 – Till Viksta Lasses minne
- 1989 – Låtspel från Leufsta (vol 1)
- 1991 – Hjort Anderslåtar
- 1996 – Hjort Anders Olsson
- 2000 – Arabiskan (med Sven Ahlbäck)
- 2002 – Efterkälken (med Jonny Soling)
- 2004 – Förr så har jag dansat (med Bosse Larsson)
- 2010 – Siw Burman, Ole Hjorth och Olle Berggren tolkar Södra Lapplands spelmän (med Siw Burman och Olle Berggren)